# Hétéves háború
A hétéves háború a 18. század legnagyobb katonai konfliktusa volt. Winston Churchill, 20. századi brit miniszterelnök az első világháborúnak titulálta, részben jogosan, hiszen a háború Ausztrália kivételével minden kontinensen dúlt. Európában pomerániai háború (1756–1763), ezen belül a Sziléziáért folytatott harc harmadik sziléziai háború, az észak-amerikai gyarmatokon francia és indián háború (1754–1763), Indiában harmadik karnátakai háború (1758-1763) néven ismeretes. Mind az európai, mind a gyarmati konfliktusok 1763-ban értek véget, a hubertusburgi, illetve a párizsi békével.
A háború Európában területi változást nem hozott, a Porosz Királyság meg tudta védelmezni az osztrák örökösödési háborúban megszerzett gazdag tartományt, Sziléziát. A tengeri és gyarmati háborút a Brit Birodalom nyerte meg, amennyiben Észak-Amerikában felszámolta a francia gyarmatbirodalmat és vezető szerephez jutott India gyarmatosításában — India vált a „birodalmi korona legszebb ékkövévé”. A brit hajóhad többször is megverte a francia flottát, utóbbi még évtizedekkel később, a napóleoni háborúkban sem tudta felvenni a versenyt a britekkel a tengeren.

## A háború kitörése

### Az európai háború kezdete
Mária Terézia osztrák uralkodó főhercegnő, magyar és cseh királynő 1748-ban azzal a céllal írta alá az aacheni békét, hogy újjáépíthesse és felfejleszthesse haderőit a visszavágásra II. Frigyes porosz király ellen. 
Új szövetséget hozott létre, hogy visszaszorítsa a megnövekedett hatalmú Poroszországot. Diplomáciájával megnyerte Franciaország, Oroszország, Svédország és sok kisebb német állam támogatását, így a Porosz Királyság minden oldalról támadásra számíthatott. Poroszországot a franciákkal a gyarmatokon egyébként is versengő Brit Birodalom, valamint az Angliával perszonálunióban álló Hannover támogatta. Így a korábbi francia–porosz és osztrák–angol szövetség helyébe francia–osztrák és angol–porosz szövetség lépett, amelyre a történészek diplomáciai forradalomként hivatkoznak.
Nagy Frigyes 1756-ban, a támadásra számítva lerohanta az Ausztriával szimpatizáló Szászországot, hogy előretolt bázist létesítsen csapatainak, majd megindult Csehország felé.

### A gyarmati konfliktusok kirobbanása
Az észak-amerikai angol gyarmatok nyugat felé terjeszkedve az 1740-es évek végén és az 1750-es évek elején a szintén terjeszkedni kívánó kanadai francia erőkkel találták szembe magukat. A franciák a gyorsabb angol expanzió lelassítására erődítmények sorát építették meg a mai Nyugat-Pennsylvaniában. A britek 1754-től támadták ezeket az erődöket, sőt, az európai háború kitörése után Indiában is szembekerültek az angol gyarmatosítók ellen küzdő bengáli erőket támogató franciákkal.

## A háború

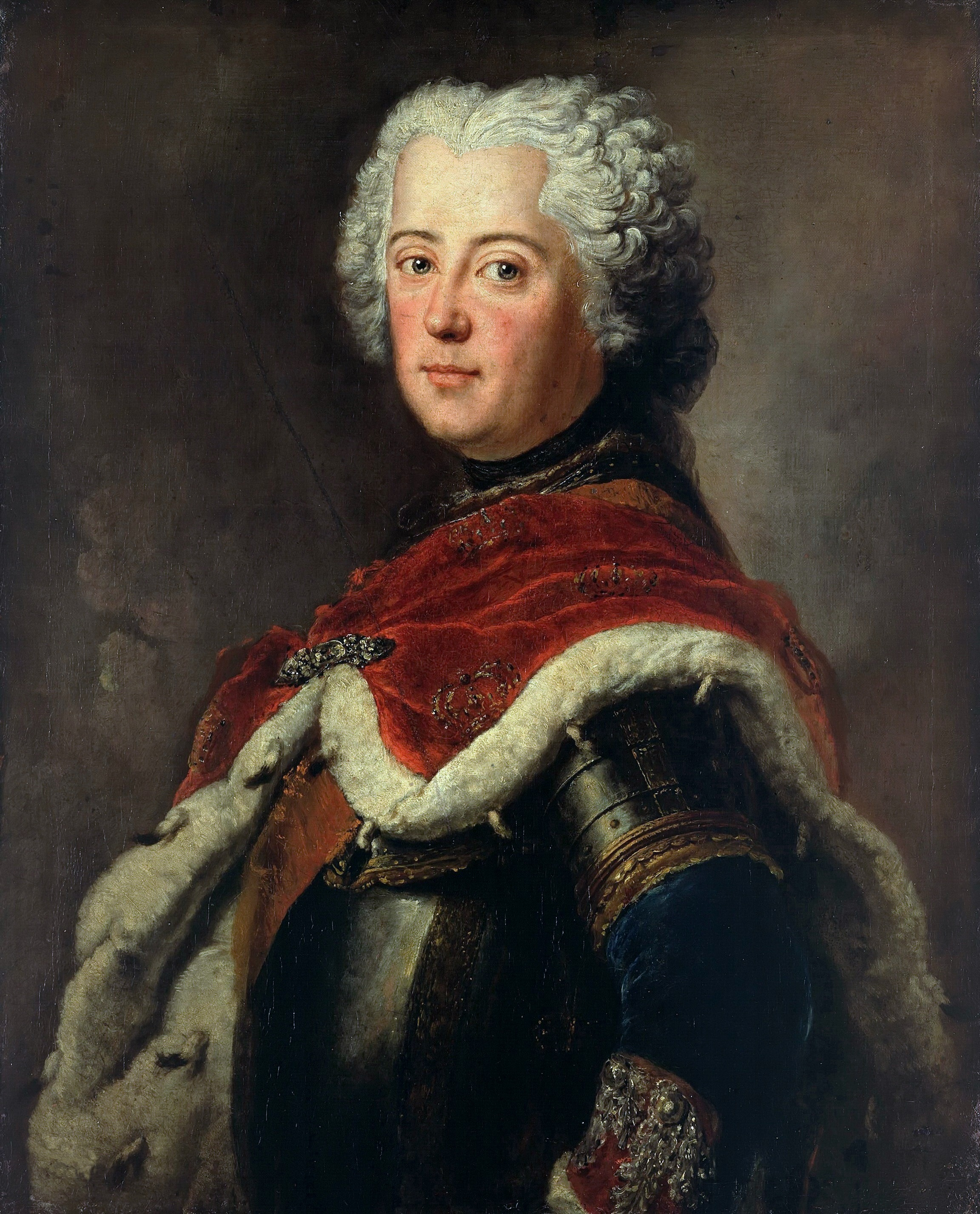
II. Frigyes porosz király, korának egyik legnagyobb hadvezére

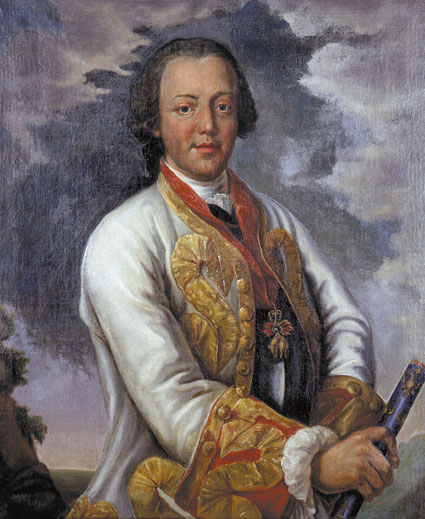
Károly Sándor, Lotaringia hercege, az osztrák csapatok tábornoka a leutheni csatáig.

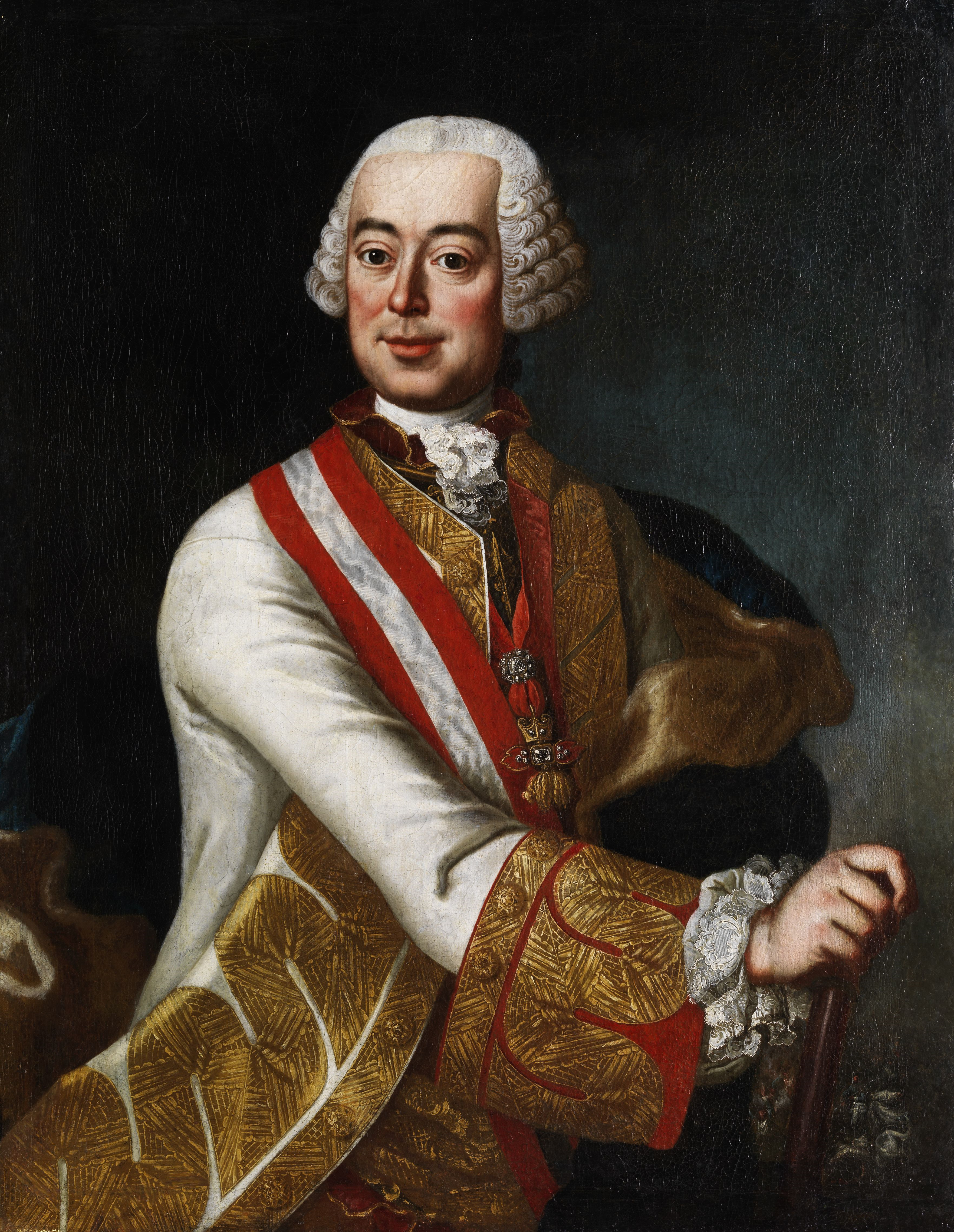
Leopold Joseph von Daun, a leutheni csata után az osztrák seregek fővezére

### Az európai háború

#### 1756
Frigyes ősszel lerohanta Szászországot, hogy kiiktassa egyik ellenfelét a készülő háborúból és a megszerzett az előretolt bázisról a harcokat ellenséges földre terelve könnyebben támadhassa az osztrák erőket. Se a szászok, se az osztrákok nem készültek még fel a háborúra. A védekező állásokban lévő szász sereget Frigyes bekerítette és ki akarta éheztetni, hogy az megadja magát.Az osztrák felmentő sereget Johann Georg von Browne vezette. Frigyes két ellensége közé állt be seregével, majd a lobositzi csatában megfutamította az osztrákokat, így a szászok támogatás nélkül maradtak. Miután október 15-én Szászország kapitulált a porosz király előtt, az osztrákok és a poroszok is téli szállásra vonultak.

#### 1757
Frigyes tavasszal ismét magához ragadta a kezdeményezést, és Csehország felé tört előre. A prágai csatában diadalmaskodott, de Kolínnál vereséget szenvedett a von Daun vezette osztrák túlerőtől. Nyugaton a franciák és az Ausztriával szövetséges német fejedelemségek serege (Reichsarmee) két irányban indult támadásra. Az egyik a hastenbecki csatában megverte az egyesült hannoveri–brit csapatokat, a másik a Szász Választófejedelemség (Kurfürstentum Sachsen) felszabadítására indult. Az orosz hadsereg megszállta Kelet-Poroszországot, majd a gross-jägersdorfi csatában legyőzött egy kisebb porosz sereget.
Az év vége azonban döntő porosz sikerekkel járt. Frigyes zseniális manőverezéssel és taktikával a rossbachi csatában szétverte a támadó francia-német hadakat; a Reichsarmee felbomlott. Alig egy hónappal később, decemberben a Leuthen mellett súlyos vereséget mért a Lotaringiai Károly vezette császári seregekre, kiűzve őket Sziléziából.

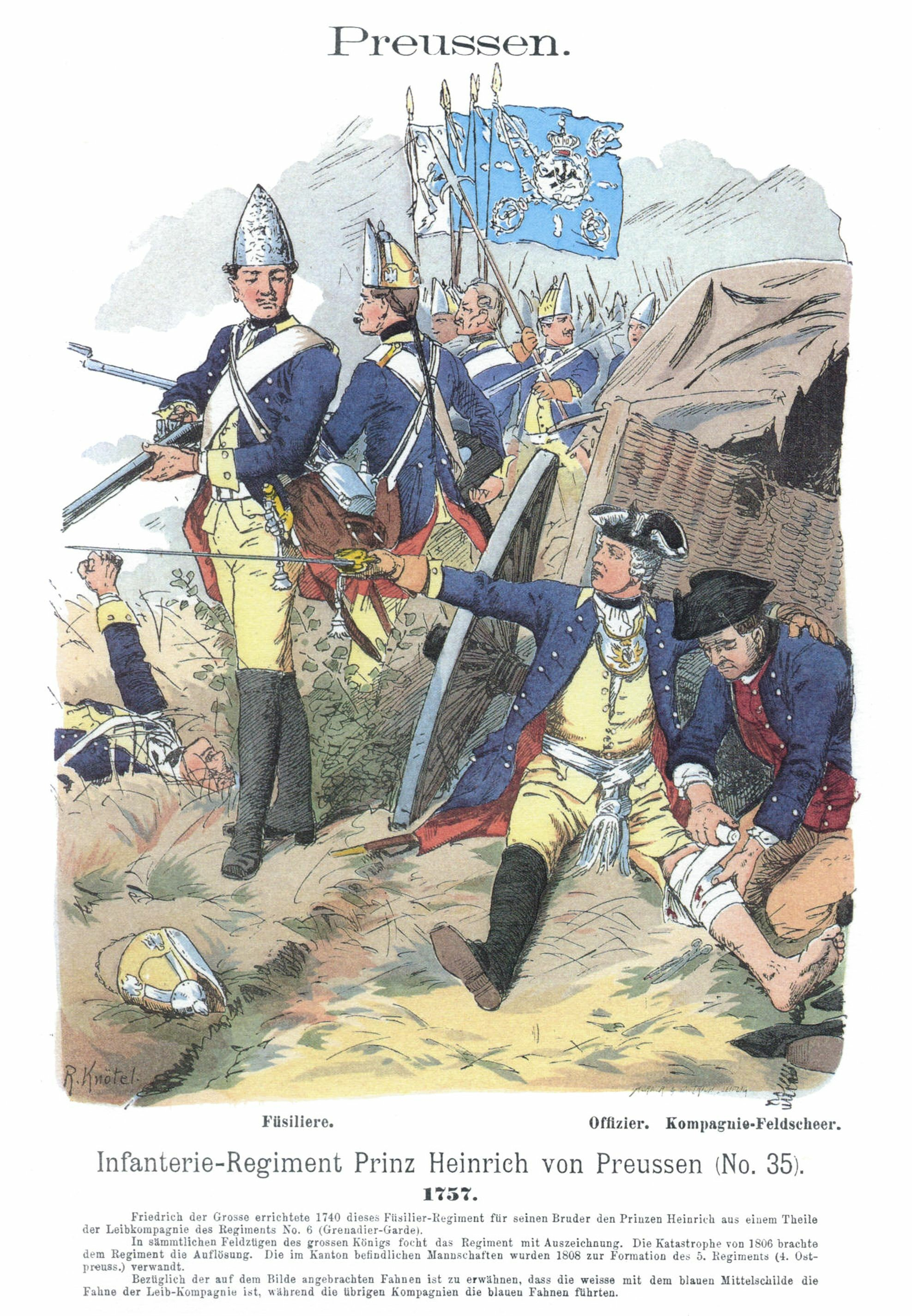
Porosz könnyűgyalogság (Füsiliere) a 35. Henrik porosz herceg gyalogezredből (Infanterie-Regiment Prinz Heinrich von Preußen No.35).)

#### 1758
Az 1758-as évben a Porosz Királyság csak védekezett a Habsburg Birodalom és Oroszország ellen. Mindkét hatalom megindította csapatait kelet felől, Frigyes pedig tudta, ha a két sereg egyesül, az ellenség magát Berlint is megszerzi magának. Hogy ezt megakadályozza, szembeszállt az oroszokkal, és a rendkívül véres zorndorfi csatában visszaszorította őket, de a háromszoros túlerőben lévő osztrákok októberben Hochkirchnél legyőzték; a poroszok szorult helyzetbe jutottak.
A franciák Hessen tartomány ellen indultak, de a júniusban Krefeldnél, majd augusztusban a mindeni csatában vereséget szenvedtek, így nem tudtak porosz területre lépni.

#### 1759

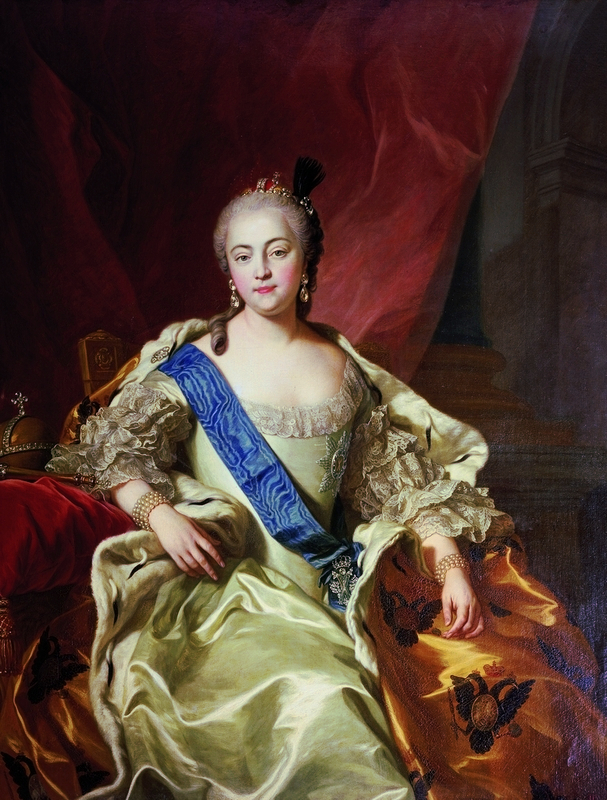
I. Erzsébet, Oroszország cárnője

Ez az év volt Poroszország és II. Frigyes számára a legnehezebb. A téli szállásról visszatérő és egyesülő orosz-osztrák seregek a kunersdorfi csatában szétszórták a poroszokat, maga a király még öngyilkosságra is gondolt. Hoyerswerdánál és Korbitznál (Meißen közelében) azonban kisebb győzelmeket aratott, ami elég reményt adott a háború folytatásához. A Kunersdorfnál szétesett porosz csapatok közül 30 000 fő a csata után pár nappal visszatért Berlinbe.
A francia vezérkar erőforrásait visszavonta a gyarmatokról abban a reményben, hogy európai hódításaival kedvező pozícióba kerülhet a béketárgyaláson. Egyenesen a brit szigetek elfoglalását tűzték ki célul. Nagy erőt vontak össz a Loire vidékén, és azt a bresti kikötőben állomásozó flottába kívánták behajózni. A touloni flottát is a térségbe akarták rendelni, de ezt és magát a partraszállást is ellehetetlenítette két tengeri vereség. A földközi-tengeri flotta a lagosi csatában szenvedett súlyos vereséget, az atlanti flotta pedig a Quiberon-öbölben veszített csatát.
A britek számára olyan jól sikerült az év, hogy Annus Mirabilisnek (csodálatos évnek) nevezték el. Az indiai Madraszt meg tudták tartani, a Karib-tengeri Guadeloupét pedig elfoglalták. Európában a mindeni csatában  győzedelmeskedtek német szövetségeseikkel, Észak-Amerikában pedig az Ábrahám-síksági csata eredményeként elfoglalták Québecet.

#### 1760
1760 a nehéz porosz helyzet ellenére kiegyenlített volt a felek között. A francia csapatok Warburgnál vereséget szenvedtek a hannoveriektől, a liegnitzi csatában Nagy Frigyes az osztrákok háromszoros túlereje ellenére is kicsikart egy fontos győzelmet. Az orosz erők eközben megszállták Poroszország nagy részét, rövid ideig még Berlint is. Az év végén Frigyes még egyszer győzni tudott, a rendkívül véres torgaui csatában megverte von Daun osztrák tábornok létszámfölényben lévő seregét, bár Frigyes veszteségei nagyobbak voltak.

#### 1761
Az év elején újabb ország csatlakozott a háborúhoz: Spanyolország hadat üzent Nagy-Britanniának, félve annak túlzott gyarmati megerősödésétől. Az orosz és svéd seregek újabb részeket foglaltak el Pomerániából. A súlyosbodó háborús költségek miatt Nagy-Britannia megvonta pénzügyi támogatását a Porosz Királyságtól, melynek északkeleti területét szinte teljesen megszállták az oroszok és az osztrákok. A királyság hadereje a veszteségek következtében 60 000 főre csökkent, és minimális területeket tudott csak megtartani. Bár a villinghauseni csatában a franciák döntő vereséget szenvedtek a porosz-hannoveri-brit csapatoktól, már csak a csoda menthette meg Poroszországot az összeomlástól.

#### 1762
Ez az év volt a csoda éve. Január 5-én elhunyt I. Erzsébet cárnő, utódja, III. Péter pedig Frigyes egyik csodálója volt, aki azonnal kiléptette országát a háborúból, (szentpétervári egyezmény) közvetítette a békekötést Poroszország és Svédország között, sőt, 20 000 fős segélycsapatot küldött Frigyes királyságának talpra állítására. Fél év múlva, 1762. július 9-én (Julián-naptár szerint június 28-án) Péter cárt a felesége, Nagy Katalin cárnő államcsínnyel félreállította, és az új cárnő támogatói Pétert (tisztázatlan előzmények után) fogságában meggyilkolták. Oroszország ennek ellenére nem támadt ismét Frigyes ellen, bár segélycsapatait hazarendelte. A poroszoknak így végre ismét csak az osztrákokra kellett koncentrálniuk, és a júliusi burkersdorfi, valamint az októberi freibergi csatában Frigyes legyőzte a császári seregeket, kiszorítva őket porosz földről. A háború így ezen a harctéren eldöntetlenül végződött.

### Háború a gyarmatokon

#### Észak-Amerika

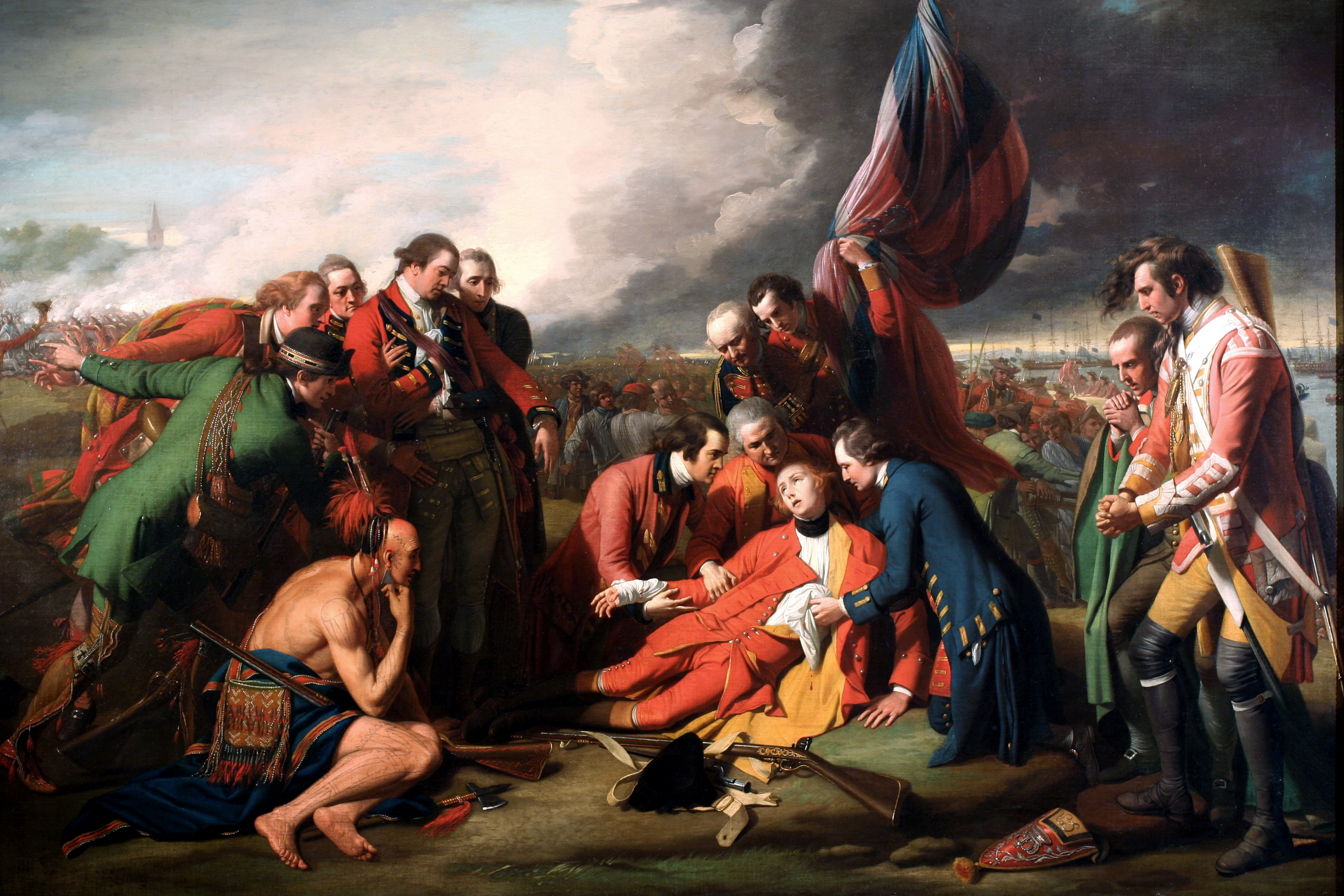
James Wolfe tábornok halála Québecnél

Franciaország arra számított, hogy európai hódításaival a háború folyamán remek helyzetbe kerülhet a tárgyalóasztalnál, melyet gyarmatokért szeretett volna cserélni, így észak-amerikai gyarmataikra nem rendeltek (a brit tengeri dominancia miatt nem is tudtak volna) nagyobb csapatokat. 1758-ban indult meg a brit támadás Új-Franciaország ellen szárazföldi és vízi úton. Louisbourg és Cape Breton-sziget erődje még ugyanebben az évben elesett, sőt, 1759 szeptember 13-án James Wolfe tábornok megverte Montcalm márki seregét a Québecért vívott Ábrahám-síksági csatában, ahol mindkét fővezér elesett. Az 1762-es Signal Hill-i csata ismét brit győzelmet hozott. A franciák az európai háborúban sem voltak sikeresek, így a béketárgyalásokon kénytelenek voltak Nagy-Britannia javára lemondani kanadai gyarmataikról.

#### India
Robert Clive tábornok a palási csatában vereséget mért a Mogul Birodalomtól már csak névlegesen függő bengál naváb seregeire, megdöntve Bengál helytartójának hatalmát. A bengál navábok innentől kezdve szoros brit függésben voltak, kiszorítva a francia befolyást a helytartó udvarából és átvéve a vezető szerepet India gyarmatosításában is, mely egészen a 20. századig az angol korona legdrágább ékköve lett.

## Béke
Az 1763-as párizsi békeszerződés biztosította Nagy-Britannia számára Észak-Amerika és India gyarmatosításában a vezető szerepet, míg Franciaország mind az európai, mind a gyarmati hadszíntéren súlyos vereségeket szenvedett.
A hubertusburgi békeszerződés megerősítette Poroszország uralmát Szilézia felett. Poroszország II. Frigyes király alatt európai nagyhatalommá lépett elő.

## Fontosabb európai ütközetek időrendben
| 1756 - Mollwitz (április 10.) - Lobositz (október 1.) 1757 - Reichenberg (április 21.) - Praha (május 6.) - Kolin (június 18.) - Gross-Jägersdorf (augusztus 30.) - Moys (szeptember 7.) - Rossbach (november 5.) - Breslau (november 22.) - Leuthen (december 5.) 1758 - Olomouc (június 30.) - Zorndorf (augusztus 25.) - Hochkirch (október 14.) 1759 - Bergen (április 13.) - Kay (július 23.) - Minden (augusztus 1.) - Kunersdorf (augusztus 12.) - Maxen (november 21.) 1760 - Landshut (június 23.) - Liegnitz (augusztus 15.) - Torgau (november 3.) | 1761 - Villinghausen (július 15.) - Grünberg (november 23.) 1762 - Örebro (július 19.) - Burkersdorf (július 21.) - Reichenbach (augusztus 15.) - Freiberg (október 29.) - Berlin (október 9.) - Schweidnitz (október 26.) Ostromok - Prága ostroma (1757. szeptember-október) - Olmütz ostroma (1758. március-május) - Dresden ostroma (1760. szeptember-október) - Kolberg ostroma (1761. augusztus-szeptember) - Schweidnitz ostroma (1762. október) Egyéb hadműveletek - A német-alföldi hadjárat (1757. július-szeptember) - A francia invázió Portugáliába (1762. augusztus-szeptember) - A balti hadszíntér (1760-1762) |